# Montagne Saltoro
Le montagne Saltoro (anche dette Saltoro Parvat o Saltoro Muztagh) sono un sottogruppo montuoso della catena del Karakorum, poste nella parte settentrionale della regione del Kashmir; le montagne sorgono verso il centro del Karakorum e sul lato sud-occidentale del ghiacciaio Siachen, il secondo più lungo ghiacciaio non polare del mondo.
Sul lato sud-ovest i monti Saltoro cadono a picco verso le valli dei fiumi Kondus e Dansam, che si uniscono per formare il fiume Saltoro, un affluente minore del Shyok; quest'ultimo si getta poi a sua volta nell'Indo. A nord-ovest il ghiacciaio Kondus separa le Saltoro dai vicini monti Masherbrum, mentre a sud-est il piccolo fiume Gyong, l'omonimo ghiacciaio e l'omonimo passo (Gyong La) separano il gruppo dai monti Kailas.
Politicamente le montagne Saltoro sono contese tra India (come parte del Ladakh) e Pakistan (come parte dei Territori del Nord): dopo che negli anni settanta diverse spedizioni alpinistiche organizzate dai pakistani avevano esplorato la regione, nell'aprile del 1984 truppe indiane occuparono con un attacco a sorpresa le principali vette e passi della catena dei Saltoro, stabilendovi degli avamposti fortificati; le truppe pakistane intervennero e per diversi anni le due parti si affrontarono in una lunga guerra di posizione combattuta spesso ad alta quota, fino alla stipula di un cessate il fuoco nel 2003. Da allora i picchi dominanti ed i passi principali sono sotto controllo de facto dell'India.

## Vette principali
Queste sono le vette del gruppo dei Saltoro che superano i 7.200 m di altitudine e che presentano una prominenza topografica maggiore di 500 m (un metodo comune per stabilire se un picco è indipendente dalle montagne vicine).
| Picco          | Altezza (m) | Coordinate            | Prominenza (m) | Montagna       | Prima scalata | Scalate totali (tentativi falliti) |
| -------------- | ----------- | --------------------- | -------------- | -------------- | ------------- | ---------------------------------- |
| Saltoro Kangri | 7.742       | 35°23′57″N 76°50′51″E | 2.160          | Gasherbrum I   | 1962          | 2 (1)                              |
| K12            | 7.428       | 35°17′42″N 77°01′18″E | 1.978          | Saltoro Kangri | 1974          | 4 (2)                              |
| Ghent Kangri   | 7.401       | 35°31′03″N 76°48′01″E | 1.493          | Saltoro Kangri | 1961          | 4 (0)                              |
| Sherpi Kangri  | 7.380       | 35°27′58″N 76°46′53″E | 900            | Ghent Kangri   | 1976          | 1 (1)                              |